# Викторија Ребензбург
Викторија Ребензбург (Тегернзе, 4. октобар 1989) немачка је алпска скијашица. Освајачица је златне медаље у велеслалому на Зимским олимпијским играма 2010. у Ванкуверу, и малих кристалних глобуса у истој дисциплини у сезонама 2010/11., 2011/12. и 2017/18..

## Каријера
У такмичењима Светског купа дебитовала је 15. децембра 2006. у Рајтералму у Аустрији, када се такмичила у суперкомбинацији. Ту трку није завршила а до краја сезоне успела је да освоји бодове два пута, у Цвизелу и Сијера Невади. Ту сезону је завршила на 83. месту у укупном поретку и на 25. месту у поретку велеслалома. Наредне сезоне је освојила бодове у велеслалому и супервелеслалому. Најбољи пласман у велеслалому јој је био 10. а у супервелеслалому 17. место, оба резултата је остварила у Бормију. Сезону је завршила на 56. месту у укупном поретку, и на 16. и 49. месту у поретку велеслалома односно супервелеслалома. У сезони 2008/09. Викторија Ребензбург се два пута пласирала међу првих десет у велеслалому, била је 7. у Кортини д'Ампецо и 6. у Офтершвангу. У супервелеслалому најбољи резултат јој је било 10. место у Гармиш-Партенкирхену. На крају сезоне Викторија Ребензбург је била 43. у укупном поретку, док је у поретку велеслалома била 18. а супервелеслалома 29. У сезони 2009/10. најбољи резултати Викторије Ребензбург су били друго место у велеслалому у Кортини д'Ампецо, осмо место у супервелеслалому у Вал д'Изеру и пето у спусту у Кран Монтани. Сезону је завршила на 16. месту у укупном поретку, четвртом у велеслалому, 21. у супервелеслалому и 28. у спусту. Поред тога те сезоне је постала олимпијска шампионка у велеслалому. Сезону 2010/11. је започела победом у велеслалому у Зелдену и завршила је победом у истој дисциплини у Шпиндлерувом Млину, такође је победила и у Цвизелу. Најбољи резултат у супервелеслалому те године јој је био осмо место у Кортини д'Ампецо, док је у спусту најбољи резултат остварила у Ореу када је била шеста. Сезону је завршила као најбоља у велеслалому са 435 бодова, осма у укупном поретку, 23. у поретку спуста и 10. у поретку супервелеслалома.

## Освојени кристални глобуси
| Сезона    | Дисциплина |
| --------- | ---------- |
| 2010/11.. | Велеслалом |
| 2011/12.. | Велеслалом |
| 2017/18.. | Велеслалом |

## Победе у Светском купу
16 победа (14 у велеслалому, 2 у супервелеслалому)
| Датум              | Место            | Дисциплина      |
| ------------------ | ---------------- | --------------- |
| 23. октобар 2010.  | Зелден           | Велеслалом      |
| 6. фебруар 2011.   | Цвизел           | Велеслалом      |
| 11. март 2011.     | Шпиндлерув Млин  | Велеслалом      |
| 26. новембар 2011. | Аспен            | Велеслалом      |
| 2. март 2012.      | Офтершванг       | Велеслалом      |
| 3. март 2012.      | Офтершванг       | Велеслалом      |
| 15. март 2012.     | Шладминг         | Супервелеслалом |
| 18. март 2012.     | Шладминг         | Велеслалом      |
| 19. децембар 2012. | Оре              | Велеслалом      |
| 20. јануар 2013.   | Кортина д'Ампецо | Супервелеслалом |
| 17. јануар 2016.   | Флахау           | Велеслалом      |
| 30. јануар 2016.   | Марибор          | Велеслалом      |
| 20. март 2016.     | Санкт Мориц      | Велеслалом      |
| 28. октобар 2017.  | Зелден           | Велеслалом      |
| 25. новембар 2017. | Килингтон        | Велеслалом      |
| 23. јануар 2018.   | Кронплац         | Велеслалом      |